# Зеленокровные сцинки
Зеленокровные сцинки, или зеленокровные ящерицы (лат. Prasinohaema) — род древесных ящериц семейства сцинковых.

## Описание
Распространены на Новой Гвинее и Соломоновых островах.
Ведут древесный образ жизни. На пальцах имеются специальные пластинки с микроскопическими «кисточками», образованные видоизмененными роговыми чешуями и позволяющие ящерицам перемещаться по гладким вертикальным поверхностям. Подобные пластинки независимо возникли также у многих гекконов и анолисов. У зеленокровных сцинков «кисточки» на пальцевых пластинках несколько отличаются по своему генезису от таковых у гекконов и анолисов.
Удивительной особенностью этих ящериц является высокая концентрация желчного пигмента биливердина в плазме крови, из-за чего их кровь, слизистая оболочка рта, язык и внутренние органы имеют зелёную окраску. Яйца зеленокровных ящериц, обычно откладываемые на деревьях, также окрашены в зелёный цвет. Зеленокровные сцинки — единственные наземные позвоночные с зелёной кровью. Уровень биливердина в их крови и тканях достигает значений, смертельных для других позвоночных. Назначение таких высоких концентраций зелёного желчного пигмента неясно. Возможно, пигмент обладает отталкивающим вкусом и делает ящериц несъедобными для хищников (например, птиц).

## Классификация
Небольшой род, включающий 5 видов:
- Prasinohaema flavipes — Желтоголовая празиногема
- Prasinohaema parkeri — Празиногема Паркера
- Prasinohaema prehensicauda — Цепкохвостая празиногема
- Prasinohaema semoni — Празиногема Симони
- Prasinohaema virens — Зелёная празиногема